# Suzanne Lacy
Suzanne Lacy, née en 1945 à Wasco (Californie), est une artiste, écrivaine américaine. Elle est aussi enseignante à la Roski School of Art and Design de l’université de Californie du Sud et professeure de performance au Feminist Studio Workshop au Woman's Building à Los Angeles.
Son travail est centré sur les thématiques sociales et urbaines selon une analyse féministe. Elle utilise dans ses travaux une variété de média, y compris l'installation, la vidéo, la performance, l'art public, la photographie et les livres d'art.

## Formation
Suzanne Lacy est impliquée dans le féminisme depuis la fin des années 1960.
Elle suit des études supérieures en psychologie à l'Université d'État de Californie à Fresno, à partir de 1969.
Avec une autre étudiante, Faith Wilding (en), elle crée le premier groupe de sensibilisation féministe sur le campus. Dans ce cadre elle participe au programme d'art féministe de Judy Chicago à l'automne 1970.
À partir de cette époque, Suzanne Lacy commence à explorer les identités, l'exploitation du corps des femmes et les conditions sociales.

## Performances

### 1972: Ablutions
Créée en 1972 avec Judy Chicago, Sandra Orgel et Aviva Rahmani, cette performance est inspirée des différentes expériences du viol. Des œufs, du sang, de l'argile sont utilisés pour des bains dans des bacs métalliques ou répandus sur le sol avec des chaines, des reins d'animaux, des cordes. Des bande-sons réalisées avec des femmes victimes de viol sont diffusées en boucle. Cette performance autoproduite dans un studio en Californie a été classée[Par qui ?] comme une performance artistique révolutionnaire en ce qui concerne le féminisme .

### 1974: Prostitution Notes
Prostitution Notes (Notes sur la prostitution) basée sur la recherche créée par Suzanne Lacy en 1974, explore la vie des travailleurs et travailleuses du sexe pour relier ces expériences à sa propre vie.
Durant quatre mois, Lacy a rencontré et discuté avec des travailleurs du sexe masculins et féminins, des proxénètes et des défenseurs des travailleurs du sexe. À la fin de ses recherches, Lacy s'est retrouvée avec dix grands diagrammes, qui montraient l'expérience et le processus de réflexion de Lacy tout au long de ses quatre mois. En s'éloignant volontairement d'un travail documentaire, Lacy a pu mieux comprendre « ses propres préjugés politiques et sociaux envers la prostitution ».
Les dessins originaux réalisés en 1974 et 1975 ont été ré-investis en 2008 pour l'exposition Wack !et ont été acquis par le Museum of Contemporary Art de Los Angeles.
En 2019, elle a expliqué : « Je ne me soucie pas autant de l'art que de la traite des êtres humains », résumant ses croyances et sa position sur le traitement des travailleuses du sexe en Amérique.

### 1976: Inevitable Associations
Le marketing entourant les rénovations de l'ancien hôtel Biltmore à Los Angeles a comparé l'hôtel à une vieille femme. Des photographies indiquant "Il y a peut-être encore de la vie dans la vieille fille" ont forcé l'artiste à s'interroger sur la manière dont notre société perçoit les femmes âgées. C'est l'argument de base de cette performance de 1976 qui a été la première performance dans l'espace public pour Suzanne Lacy,.
Cette thématique de l'invisibilité des femmes vieillissantes est présente dans d'autres performances de Suzanne Lacy telles que Whisper, the Waves, the Wind (1984) et Crystal Quilt (1987).

### 1977: Three Weeks in May
En 1977, Suzanne Lacy et Leslie Labowitz créent Three Weeks in May (Trois semaines en mai).
Les éléments de la performance se déroulant sur les marches de l'hôtel de ville de Los Angeles combinent une carte avec des rapports du département de police de Los Angeles, imprimant le mot « viol » sur des taches sur une carte de la grande région de Los Angeles, des cours d'autodéfense pour les femmes.
L'objectif, a expliqué Lacy, « n'était pas seulement de sensibiliser le public, mais de donner aux femmes les moyens de riposter et de transcender le sentiment de secret et de honte associé au viol » et dans le but de mettre en évidence et de réduire la violence sexuelle à l'égard des femmes.

### 1977: In Mourning and in Rage
Lacy et Labowitz s'associent à Bia Lowe et à d'autres artistes en 1977 pour créer, In Mourning and in Rage (En deuil et en colère), une performance de protestation publique à grande échelle, créée en réaction avec une série de meurtres de femmes par le soi-disant Hillside Strangler, et de la présentation médiatique qui en a été faite, accentuant la présentation des femmes comme victime et la diffusion d'une culture de la peur.
Plusieurs femmes, entièrement drapées de noir, dans un costume immense, sortent les unes après les autres d'un corbillard et forment une déambulation impressionnante, se figeant devant l'Hotel de Ville sous une banderole qui disait : « En mémoire de nos sœurs, les femmes se battent ».
Un texte, In Mourning and in Rage, est lu en présence des médias et du public présent.

## Autres projets
À la suite de ce travail, des participantes du Woman's Building, de la Rape Hotline Alliance et du conseil municipal se sont jointes à la communauté féministe et aux familles des victimes pour créer un rituel public de rage et de chagrin.
Lacy et Labowitz ont fondé Ariadne, un groupe collaboratif pour créer des œuvres d'art communautaires et des opportunités éducatives.
Au milieu des années 1970, Suzanne Lacy a organisé la première exposition d'art de la performance féminine à la Womanspace Gallery du Woman's Building.
En 1981, elle collabore avec Susan Hiller pour organiser l'exposition « We'll Think of a Title When We Meet: Women Performance Artists from London and Los Angeles » à Franklin Furnace, un lieu d'arts alternatifs bien connu fondé en 1976 par Martha Wilson.
En 1984, elle crée Whisper, the Waves, the Wind avec Sharon Allen. Cette performance est l'aboutissement du Whisper Project, une série d'événements d'un an qui mettant en lumière les besoins particuliers des femmes âgées.
« Je m'intéresse à la mythologie entourant les femmes âgées », a répondu Lacy lors d'une interview sur son travail, « à la façon dont elles sont dépouillées de leur pouvoir dans notre culture ». « Je veux les aider à surmonter les barrières érigées par les préjugés, par l'accumulation des richesses et du pouvoir. Je veux leur redonner leur pouvoir et j'ai réalisé à quel point la mer était juste et évocatrice comme décor. Avec tous ses cycles, je pense que les gens auront le sentiment, qu'ils le comprennent ou non, ce sentiment de continuité dans la conscience matriarcale. » Cette performance intégrait une création musicale composée de collage de voix de femmes diffusées par des haut-parleurs, gérés par la compositrice sonore Susan Stone .
« Du murmure des voix de femmes sur une plage au cri de rage sur les marches de l'hôtel de ville, l'art de Suzanne Lacy est celui de l'alchimie et de l'exorcisme, de la célébration et de la condamnation », a écrit Margot Mifflin dans son entretien avec Lacy à propos de la performance.
Au cours des deux premières décennies des années 2000, elle poursuit son travail de creation tout en retravaillant des performances antérieures :
- WACK! Art and the Feminist Revolution.
- 2012 : reprise de la performanceThree Weeks in May (1977) pour un nouveau projet intitulé Three Weeks In January[14] poursuivant le dialogue sur le viol à Los Angeles. Il comprend des présentations, des conversations et une performance intitulée Storying Rape.
- Storying Rape: Shame Ends Here est devenu un autre projet artistique produit pour la Biennale de Liverpool en 2012, initiant une conversation publique dans la ville sur la violence du viol, l'éducation et la prévention.
- 2013 : Crystal Quilt, Silver Action : ces performances concernent les femmes âgées. Silver Action a eu lieu en février 2013 à la Tate Modern Gallery de Londres et en réunissant 400 femmes de plus de 60 ans pour discuter de l'activisme concernant les droits des femmes : leur participation passée, l'avenir et la façon dont leurs points de vue ont changé à mesure qu'elles mûrissaient[15].
- 2013 : Between the Door and the Street (Entre la porte et la rue)

Suzanne Lacy a organisé des conversations entre femmes sur les perrons des maisons de Park Place à Brooklyn, New York. 360 participantes ont discuté des questions de genre pendant que les passants écoutaient. Ce projet a été parrainé par le Centre Elizabeth A. Sackler pour l'art féministe du Brooklyn Museum.

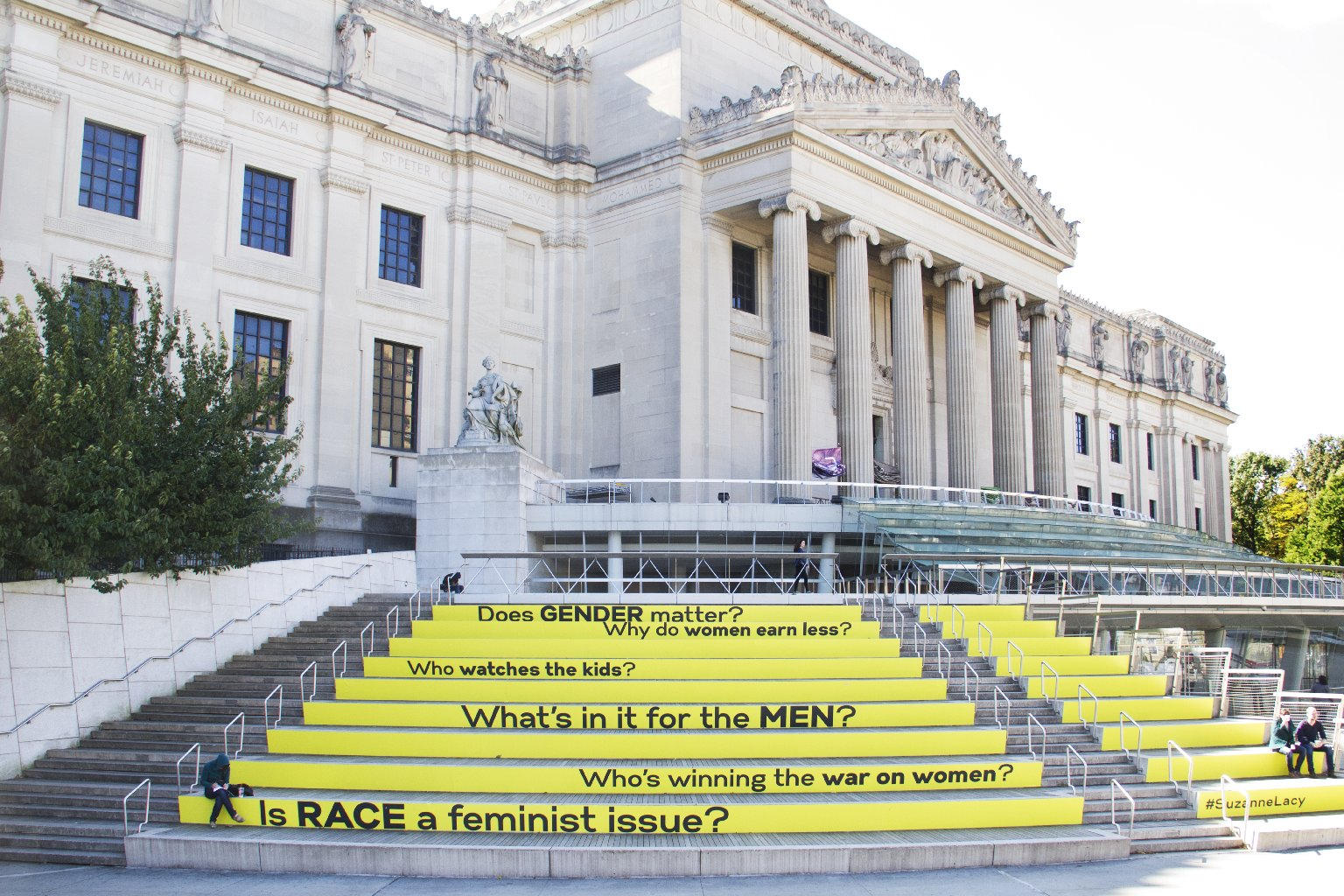
Entre la porte et la rue, Suzanne Lacy, Installation au Brooklyn Museum, 2013.

## Écriture et publications
Lacy a toujours écrit sur son travail : le planifiant, le décrivant et l'analysant ; préconiser des pratiques artistiques socialement engagées; théoriser la relation entre l'art et l'intervention sociale ; et remettre en question les frontières séparant le grand art de la participation populaire.
Lacy's Book rassemble trente textes que Lacy a écrits depuis 1974. Cet ouvrage offre un regard intime sur le développement de l'art féministe, conceptuel et de la performance depuis les années de formation de ces mouvements. Moira Roth, historienne de l'art, et Kerstin Mey, théoricienne de la culture, apportent un éclairage historique et critique sur les travaux de Lacy.
Lacy est associée du Women's Institute for Freedom of the Press (WIFP). Organisation d'édition américaine à but non lucratif, s'efforçant d'accroître la communication entre les femmes et de connecter le public à des formes de médias féminins.
Elle est rédactrice en chef de Mapping the Terrain: New Genre Public Art, une anthologie d'essais sur l'impact de l'art de la performance dans les espaces publics.

### Vidéographie
- (en) Lacy, Suzanne. Cotts, Virginie. Baugan, Michelle. Art Institute of Chicago, banque de données vidéo ; Établissement correctionnel de Bedford Hills (New York). Auto Body. Éditeur : Chicago III, Banque de données vidéo, 1998.
- (en) Lacy, Suzanne. Baugan, Michelle. Art Institute of Chicago, banque de données vidéo. Making the Crystal Quilt. Éditeur : Chicago III, Banque de données vidéo, 1998.
- (en) Lacy, Suzanne. Moragne, David. Morales, Jules César. Hollande, Unique. Baugan, Michelle. Code 33: Emergency: Clear the Air. Éditeur : Chicago III, Banque de données vidéo, 2002.
- (en) Lacy, Suzanne. Whisper, the waves, the wind: Celebrating Older Women. Éditeur : Chicago III, Banque de données vidéo, 1986.

## Carrière universitaire
Doyenne des beaux-arts au California College of the Arts de 1987 à 1997,.
Elle est membre fondatrice du corps professoral de la California State University, Monterey Bay et directrice fondatrice du Center for Fine Art and Public Life.
Présidente des beaux-arts à l'Otis College of Art and Design de 2002 à 2006, avant de concevoir et de lancer un programme de maîtrise en beaux-arts en pratique publique pour le collège en 2007.
Depuis 2018, elle est professeure d'art à l'University of Southern California Roski School of Art and Design de l'University of Southern California.

## Distinctions
Suzanne Lacy est nommée pour de nombreuses bourses, dont plusieurs du National Endowment for the Arts, une bourse Guggenheim, un Creative Capital Emerging Fields Award et la bourse internationale Lila Wallace Arts.
2009 : prix annuel Public Art Dialogue en 2009.
2010 : Distinguished Artist Award for Lifetime Achievement de la College Art Association 
2012 : Lifetime Achievement Award du Women's Caucus for Art en 2012,.
2015 : bourse A Blade of Grass.

## Expositions
- Commis à imprimer, 31 janvier - 19 avril 1988
- Video Art: A History, 3 octobre 1983 - 3 janvier 1984

## Collections publiques et privées
- Prostitution Notes : Musée d'Art contemporain de Los Angeles
- The Crystal Quilt : Tate Modern
- Three Weeks in May (1977)[8] : Musée Hammer
- In a mourning and in a rage : collection Feministische Avantgarde der 1970er-Jahre aus der Sammlung Verbund, à Vienne.